# Anziz Mansoibou
Anziz Mansoibou, né le 3 septembre 1987 à Marseille, est un footballeur franco-comorien international de beach soccer.
Il remporte trois fois de suite le Championnat de France de beach soccer de 2011 à 2013.

## Biographie

### Football
Sur herbe, Anziz Mansoibou commence sa carrière seniors à Marseille Endoume en 2007 avant de rejoindre l'AS Géménos en 2010.

### Beach soccer
En 2011, Anziz Mansoibou intègre le Bonneveine Beach Soccer et est champion de France dès la première année. L'année suivante, le BBS conserve son titre.
En 2013, Anziz Mansoibou participe à la Coupe d'Europe des clubs avec le Bonneveine Beach Soccer, remporte un troisième titre de champion de France avec Marseille Beach Team et est appelé en équipe de France en août pour participer à la Superfinale de Promotion de l'Euro Beach Soccer League 2013 à Torredembarra en Espagne.
Il est sélectionné en équipe des Comores de beach soccer pour affronter le Mozambique les 26 mars et 9 avril 2021 dans le cadre des qualifications pour la Coupe d'Afrique des nations de beach soccer 2021.

## Palmarès
- Championnat de France de beach soccer (3)
  - Champion en 2011, 2012 (avec le Bonneveine Beach Soccer) et en 2013 (avec Marseille Beach Team)

## Statistiques
Ce tableau montre les statistiques d'Anziz Mansoibou.
| Saison    | Club              | Championnat      | Championnat | Championnat | Coupe(s) nationale(s) | Coupe(s) nationale(s) | Total | Total |
| Saison    | Club              | Division         | M.          | B.          | M.                    | B.                    | M.    | B.    |
| 2006-2007 | Endoume-Marseille | CFA              | 22          | 0           | -                     | -                     | 22    | 0     |
| 2007-2008 | Endoume-Marseille | CFA 2            |             |             | -                     | -                     | 0     | 0     |
| 2008-2009 | Endoume-Marseille | CFA 2            |             |             | -                     | -                     | 0     | 0     |
| 2009-2010 | Endoume-Marseille | DH Méditerranée  |             |             | -                     | -                     | 0     | 0     |
| 2010-2011 | AS Géménos        | -                |             |             | -                     | -                     | 0     | 0     |
| 2011-2012 | AS Géménos        | -                |             |             | -                     | -                     | 0     | 0     |
| 2012-2013 | AS Géménos        | -                |             |             | -                     | -                     | 0     | 0     |
| 2013-2014 | AS Géménos        | DHR Méditerranée |             |             | -                     | -                     | 0     | 0     |
| 2014-2015 | AS Géménos        | DHR Méditerranée |             |             | -                     | -                     | 0     | 0     |